# Municipio de Benedict (Arkansas)
El municipio de Benedict (en inglés: Benedict Township) es un municipio ubicado en el condado de Faulkner en el estado estadounidense de Arkansas. En el año 2010 tenía una población de 1114 habitantes y una densidad poblacional de 13,31 personas por km².

## Geografía
El municipio de Benedict se encuentra ubicado en las coordenadas 34°59′25″N 92°31′55″O / 34.99028, -92.53194. Según la Oficina del Censo de los Estados Unidos, el municipio tiene una superficie total de 83.68 km², de la cual 78,95 km² corresponden a tierra firme y (5,66 %) 4,74 km² es agua.

## Demografía
Según el censo de 2010, había 1114 personas residiendo en el municipio de Benedict. La densidad de población era de 13,31 hab./km². De los 1114 habitantes, el municipio de Benedict estaba compuesto por el 95,96 % blancos, el 0,45 % eran afroamericanos, el 0,63 % eran amerindios, el 0,45 % eran asiáticos, el 0,72 % eran de otras razas y el 1,8 % eran de una mezcla de razas. Del total de la población el 2,24 % eran hispanos o latinos de cualquier raza.